# 蒂爾角
蒂爾角（英語：Cape Teall），是南極洲的海岬，位於希拉里海岸，處於羅斯冰架西面，是馬洛克灣入口處北部，由英國探險隊命名，現時由南極條約體系管理。